# Dalea isidorii
Dalea isidorii är en ärtväxtart som beskrevs av Rupert Charles Barneby. Dalea isidorii ingår i släktet Dalea, och familjen ärtväxter. Inga underarter finns listade i Catalogue of Life.